# 加茨克 (明尼蘇達州)
加茨克（英語：Gatzke）是位於美國明尼蘇達州馬歇爾縣羅利斯鎮區的一個非建制地區。

## 地理
加茨克所處的海拔為高於海平面360米（即1181英呎），而該地所採用的時區為UTC-6，即北美中部時區（CST）。同時該地設有夏令時間，為UTC-6調快一小時，即UTC-5（CDT）。